# П'ять п'єс для оркестру
П'ять п'єс для оркестру (нім. Fünf Orchesterstücke), Op. 16 — атональний оркестровий твір Арнольда Шенберґа, написаний у 1909 році. Світова прем'єра відбулася 3 вересня 1912 року у Лондоні.

## Частини
1. «Vorgefühle», Sehr rasch («Передчуття», дуже швидко)
2. «Vergangenes», Mäßige Viertel («The Past», середній темп)
3. «Farben», Mäßige Viertel («Літній ранок на озері: Chord-Colors», середній темп)
4. «Peripetie», Sehr rasch («Перипетії», дуже швидко)
5. «Das obligate Rezitativ», Bewegte Achtel («Облігато речитатив»).